# Ali Smith
Ali Smith, CBE FRSL, född 24 augusti 1962 i Inverness, Skottland, är en brittisk författare, dramatiker, journalist och litteraturvetare. Smith studerade engelska och litteratur vid University of Aberdeen , därefter var hon forskarstuderande vid   Newham College, Cambridge där hon studerade amerikansk och irländsk modernism, men disputerade aldrig. Därefter flyttade hon till Edinburgh och undervisade i litteratur vid University of Strathclyde. Smith har skrivit noveller, romaner, pjäser och skriver regelbundet för tidningar som  The Guardian, The Scotsman, New Statesman and the Times Literary Supplement.

## Pjäser
- Stalemate (1986)
- The Dance (1988)
- Trace of Arc (1989)
- Amazons (1990)
- Comic (1990)
- The Seer (2001)
- Just (2005)